# Sphaeroderma testaceum
Sphaeroderma testaceum är en skalbaggsart som först beskrevs av Fabricius 1775.  Sphaeroderma testaceum ingår i släktet Sphaeroderma, och familjen bladbaggar. Arten är reproducerande i Sverige.

## Bildgalleri

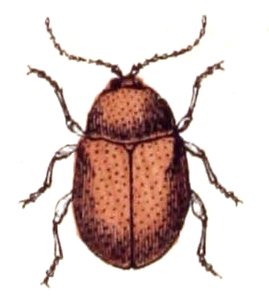